# Jullejaure (Jokkmokks socken, Lappland)
Jullejaure är en sjö i Jokkmokks kommun i Lappland och ingår i Luleälvens huvudavrinningsområde. Sjön har en area på 0,432 kvadratkilometer och ligger 396 meter över havet. Sjön avvattnas av vattendraget Jullejåkkå.

## Delavrinningsområde
Jullejaure ingår i det delavrinningsområde (741854-162614) som SMHI kallar för Inloppet i Katnihaure. Medelhöjden är 539 meter över havet och ytan är 36,14 kvadratkilometer. Det finns inga avrinningsområden uppströms utan avrinningsområdet är högsta punkten. Jullejåkkå som avvattnar avrinningsområdet har biflödesordning 4, vilket innebär att vattnet flödar genom totalt 4 vattendrag innan det når havet efter 247 kilometer. Avrinningsområdet består mestadels av skog (79 procent) och kalfjäll (18 procent). Avrinningsområdet har 0,86 kvadratkilometer vattenytor vilket ger det en sjöprocent på 2,4 procent.